# Dolichopus amplipennis
Dolichopus amplipennis är en tvåvingeart som beskrevs av Van Duzee 1921. Dolichopus amplipennis ingår i släktet Dolichopus och familjen styltflugor.
Artens utbredningsområde är Michigan. Inga underarter finns listade i Catalogue of Life.